# Qazhal
Qazhal (tiếng Ả Rập: قزحل, cũng đánh vần Gazzal hoặc Kazhil) là một ngôi làng ở phía tây Syria, một phần hành chính của Tỉnh Homs, ngay phía tây Homs. Các địa phương lân cận bao gồm vùng ngoại ô al-Waer của Homs ở phía đông, Khirbet al-Sawda ở phía bắc, Khirbet Tin Mahmoud ở phía tây bắc và Khirbet Tin Nur ở phía tây nam. Theo Cục Thống kê Trung ương (CBS), Qazhal có dân số 2.271 trong cuộc điều tra dân số năm 2004. Cư dân của nó chủ yếu là người Turkmen.